# تيست درايف أوف-رود 3
تيست درايف أوف-رود 3 (بالإنجليزية: Test Drive Off-Road 3)‏ ، وتسمى في النسخة الأوروبية 4×4 تروفي ورلد (4X4 World Trophy) ، أنتجت اللعبة من قبل الناشر شركة إنفوجرامز عام 1999م ، وتعمل على أنظمة التشغيل التالية : بلاي ستيشن و إكس بوكس و جيم بوي كولر.

## وصلات خارجية
- Infogrames (PS1) page
- Xantera (GBC) page